# Analía Rach Quiroga
Analía Alexandra Rach Quiroga (Juan José Castelli, 19 de marzo de 1984) es una abogada y política argentina, del Partido Justicialista, que se desempeñó como vicegobernadora de la provincia del Chaco desde el 10 de diciembre de 2019 hasta el 9 de diciembre de 2023. Entre 2015 y 2019 fue diputada nacional por la misma provincia.

## Biografía

### Primeros años y educación
Nació el 19 de marzo de 1984 en Juan José Castelli. Fue criada por su madre y su abuela; su padre inicialmente no la reconoció, y no fue hasta que cumplió los 17 años que accedió a darle su apellido, adoptando el apellido Rach Quiroga. Estudió derecho en la Universidad Nacional del Nordeste en Corrientes.

### Carrera política
Comenzó su carrera como pasante y luego como secretaria privada en la Gobernación del Chaco, bajo la dirección del entonces ministro de Gobierno Jorge Capitanich. Cuando Capitanich fue nombrado Jefe de Gabinete de la presidenta Cristina Fernández de Kirchner, Rach Quiroga fue a su vez designada coordinadora de la Unidad de Ministros del Gobierno argentino. Durante el breve regreso de Capitanich a la gobernación en 2015, también se desempeñó como Secretaria Legal y Técnica de la provincia.
En las elecciones legislativas de 2015, encabezó la lista de diputados nacionales del Frente para la Victoria (FPV) por la provincia del Chaco. La lista obtuvo el 53,75% de los votos, siendo elegida junto con Lucila Masin. Fue autora principal e impulsora de la Ley Micaela, una iniciativa de 2018 para introducir cursos y capacitación en temas de género para todos los servidores públicos del gobierno nacional. La ley toma su nombre de Micaela García, víctima de feminicidio asesinada en 2017. También fue partidaria del Proyecto de Ley de Interrupción Voluntaria del Embarazo de 2018.
En agosto de 2019, de cara a las elecciones provinciales de 2019, Jorge Capitanich anunció que Rach Quiroga sería su compañera de fórmula en la candidatura del Frente Chaqueño a la gobernación del Chaco. La fórmula obtuvo el 48,98% de los votos y los dos resultaron elegidos. Tanto Capitanich como Rach Quiroga prestaron juramento el 9 de diciembre de 2019 y asumieron el cargo al día siguiente. Rach Quiroga se convirtió así en la primera mujer vicegobernadora de la provincia.